# Аликсийчук, Александр Васильевич
Александр Васильевич Аликсийчук (укр. Олександр Васильович Аліксійчук; род. 6 марта 1981 года, с. Буща, Ровенская область) — украинский предприниматель, общественный деятель. Народный депутат Украины IX созыва.

## Биография
Окончил Национальный университет водного хозяйства и природопользования (специальность «Подъемно-транспортные, строительные, дорожные, мелиоративные машины и оборудование»), Институт последипломного образования НУВХП (специальность «Экономика предприятия»), Национальную академию управления при Президенте Украины (специальность «Парламентаризм в публичном управлении»).
Он работал на руководящих должностях в строительном секторе — в ООО-фирма «Торгбуд-сервис» и ООО «Стройтех-Плюс».
Член и основатель Всеукраинского Фонда помощи семьям украинских героев «ДРУГ».
Аликсийчук является соорганизатором детско-спортивных мероприятий в городе и области.
Кандидат в народные депутаты от партии «Слуга народа» на парламентских выборах 2019 года (избирательный округ № 154, г. Дубно, Демидовский, Дубенский, Здолбуновский, Млиновский, Радивиловский районы). На время выборов: физическое лицо-предприниматель, проживает в г. Ровно. Беспартийный.
Член Комитета Верховной Рады по вопросам организации государственной власти, местного самоуправления, регионального развития и градостроительства, председатель подкомитета по вопросам защиты инвестиций в объекты строительства.